# 8595 Dougallii
8595 Dougallii eller 3233 T-1 är en asteroid i huvudbältet som upptäcktes den 26 mars 1971 av den nederländsk-amerikanske astronomen Tom Gehrels och det nederländska astronomparet Ingrid van Houten-Groeneveld och Cornelis Johannes van Houten vid Palomarobservatoriet. Den är uppkallad efter fågeln Rosentärna.
Asteroiden har en diameter på ungefär 10 kilometer.